# Carpodacus rhodochlamys
Carpodacus rhodochlamys là một loài chim trong họ Fringillidae.